# Gevoel voor tumor
Gevoel voor tumor est un livre sur le cancer, écrit en néerlandais, de Leander Verdievel, qui a inspiré la série télévisée Sense of Tumour (dont le titre en néerlandais est également Gevoel voor tumor).
Fondé sur l'expérience de l'auteur comme patient, et destiné aux personnes atteintes du cancer, il n'est pas un ouvrage de fiction, contrairement à la série qu'il a inspirée.